# Carex accrescens
Espèce
Classification phylogénétique
Carex accrescens est une espèce de plantes du genre Carex et de la famille des Cyperaceae.